# Unter Verdacht: Eine Landpartie
Eine Landpartie ist ein deutscher Fernsehfilm von Friedemann Fromm aus dem Jahr 2003. Es handelt sich um die zweite Episode der ZDF-Kriminalfilmreihe Unter Verdacht mit Senta Berger als Dr. Eva Maria Prohacek in der Hauptrolle.

## Handlung
Die Kriminalrätin Eva Maria Prohacek hat ihren Vorgesetzten Dr. Claus Reiter unter Verdacht, in eine Korruptionsaffäre verwickelt zu sein. Ihre Abteilung für Beamtenkriminalität beschäftigt sich derweil lieber mit den festgestellten Unregelmäßigkeiten bei den Dienstreisekostenabrechnungen des Staatsanwalts Christian Thalhammer. Bei einer Vernehmung mit ihr eröffnet dieser, dass ein befreundeter Staatsanwalt ermordet worden sei, weil er zu viel über den Waffenhändler Krugs wusste. Die Akten zu dem damaligen Fall sind jedoch verschwunden. Prohacek bleibt hartnäckig und ermittelt weiter in alle Richtungen.

## Hintergrund
Der Film wurde vom 18. Juni 2002 bis Ende Juli 2002 in München und Umgebung gedreht. Die Folge wurde am 15. Februar 2003 um 20:15 Uhr im ZDF erstausgestrahlt.

## Kritik
Die Kritiker der Fernsehzeitschrift TV Spielfilm vergaben dem Film die bestmögliche Wertung, sie zeigten mit dem Daumen nach oben. Sie konstatierten: „Eine Perle unter den deutschen TV-Krimis“.